# Арсеньевский хлебокомбинат
ОАО (Открытое Акционерное Общество) «Арсеньевский хлебокомбинат» — одно из крупнейших и старейших предприятий города Арсеньева (Приморский край), основанное в 1949 году. Социально значимое предприятие региона.

## Руководство
| Годы         | Ф. И. О. директора |
| ------------ | ------------------ |
| 1949 — 1952  | Соловьев А.Н       |
| 1952 — 1956  | Дудко И. Ф.        |
| 1956 — 1975  | Белов И. Ф.        |
| 1975 — 1979  | Дыга К. И.         |
| 1980 — 1983  | Огрызко В. И.      |
| 1983 — 1991  | Сиянова Л. Н.      |
| 1992 — 2004  | Макашова Т. Б.     |
| 2006 — 2021  | Самофалов О. Ф.    |
| 2021 — н.вр. | Боев Н. Т.         |

## Деятельность
«Арсеньевский хлебокомбинат» осуществляет выпуск большого ассортимента хлебобулочных, кондитерских, макаронных, а также пряничных изделий (всего более 80 наименований), реализуемых в Арсеньеве и ряде других городов Приморского края. «Арсеньевский хлебокомбинат» — одно из крупнейших предприятий г. Арсеньева в данной отрасли, имеет ряд собственных, фирменных, торговых точек в городе.
Предприятие проводит выставки и участвует в выставках и конкурсах «Качество продукции — залог успеха предприятия», «Лучший товар Приморья», где печенье «Овсяное» стало лауреатом смотра — конкурса.